# Route nationale 10 (Belgique)
Pour les articles homonymes, voir N10 et Route nationale 10.
La route nationale 10 est une route reliant Mortsel à Diest longue d'environ 51 km. La vitesse limite est en général de 50 à 90 km/h.

## Tracé
Il commence à la Route nationale 1 à proximité de la grande ceinture d'Anvers. Elle se trace en ligne droite jusqu'à Lierre où elle se termine sur son ring. Celle-ci démarre de l'autre côté du ring et devient une route nationale à une seule bande. À Heist, la route croise la N15 qui se dirige vers Malines. À partir de là on approche d'Aarschot où l'on se dirige vers son ring. Peu après avoir passé le R25, aux alentours de Rillaar se situent deux radars automatiques. Encore 5,5 km et la route se termine à Diest dans le centre afin d'être prolongée par la Route nationale 2.